# Turn the Page
«Turn the Page» és una cançó de Bob Seger inclosa en l'àlbum Back in '72 i llançada el 1973 però mai com a senzill. Seger també va llançar una versió en directe inclosa en l'àlbum Live Bullet (1976). Va esdevenir un dels clàssic del rock.
Seger es va inspirar durant la gira que va realitzar amb Teegarden & Van Winkle l'any 1972, tractant la inestabilitat emocional i social d'una estrella del rock mentre és de gira. Seger explicava les seves experiències en gires, viatges nocturns per carretera independentment de les condicions climàtiques, aturades en botigues, gasolineres o restaurants estranys on coincidien amb camioners que els confonien amb dones per portar els cabells llargs.
Tan les versions d'estudi com en directe de la cançó incorporen un mellotron i un saxòfon tocats per Alto Reed, membre fundador de Silver Bullet.
De «Turn the Page» s'han realitzat diverses versions, i a banda de la realitzada per Metallica, també destaca la versió editada per Jon English (1974), que va aparèixer com a senzill i en la llista australiana.

## Versió Metallica
«Turn the Page» és el vintè senzill de la banda estatunidenca Metallica, el primer extret de l'àlbum d'estudi, Garage Inc. (1998). Aquest treball estava format per versions realitzades per Metallica de diversos clàssics del rock que els van influir durant la seva trajectòria. Aquesta versió utilitza el mateix tempo però més dura, i el saxòfon va ser substituït per la guitarra de Kirk Hammett. Va arribar al número 1 de la llista estatunidenca de rock durant onze setmanes consecutives, el màxim aconseguit per la banda en la seva carrera.
El videoclip no explora la vida d'un músic sinó la d'una mare, interpretada per Ginger Lynn, que treballa dins el món del sexe, stripper de dia i prostituta de nit. Fou dirigit per Jonas Åkerlund, i va ser censurat per alguns mitjans a causa d'una escena on es veia un nu i una agressió sexual.